# Neozavrelia longivolsella
Neozavrelia longivolsella är en tvåvingeart som beskrevs av Guo och Wang 2005. Neozavrelia longivolsella ingår i släktet Neozavrelia och familjen fjädermyggor. Inga underarter finns listade i Catalogue of Life.